# Baliosus subapicalis
Baliosus subapicalis es un coleóptero de la familia Chrysomelidae.
Fue descrita científicamente por primera vez en 1885 por Baly.